# Lophiotoma friedrichbonhoefferi
Lophiotoma friedrichbonhoefferi é uma espécie de gastrópode do gênero Lophiotoma, pertencente a família Turridae.